# The Tender Bar (Film)
The Tender Bar ist ein Filmdrama von George Clooney aus dem Jahr 2021. Der Film feierte seine Premiere im Oktober 2021 beim London Film Festival und kam im Dezember 2021 in die US-Kinos. Er basiert auf dem gleichnamigen autobiografischen Roman von J. R. Moehringer.

## Handlung
Als der Vater die Familie verlässt, zieht der kleine JR mit seiner Mutter zurück nach Manhasset auf Long Island in deren Elternhaus. Dort betreibt sein Onkel Charlie eine Bar namens The Dickens, in der der Junge fortan viel Zeit verbringt. Die Männer, die hier arbeiten und als Gäste verkehren, werden seine zweite Familie. Sie erweisen sich als bessere Väter, als seiner es jemals war, und JR wird erwachsen.
Einige Jahre später studiert er in Yale, freundet sich mit seinen dortigen Mitbewohnern Wesley und Jimmy an und beginnt eine erste Beziehung mit Sidney. Im Rahmen eines Praktikums bei der New York Times soll er über etwas schreiben, das ihn persönlich berührt, und so beginnt JR die Geschichte seiner Kindheit in Manhasset aufzuschreiben und erzählt, wie wichtig das The Dickens für sein Leben war.

## Literarische Vorlage
„Wir gingen hin, weil wir dort alles bekamen. Wir gingen hin, wenn wir Durst hatten, versteht sich, aber auch wenn wir hungrig waren oder hundemüde. Wenn wir glücklich waren, gingen wir hin, um zu feiern, wenn wir traurig waren, um Trübsal zu blasen. Nach Hochzeiten und Begräbnissen gingen wir hin, um unsere Nerven zu beruhigen, und vorher, um uns schnell Mut anzutrinken. Wir gingen hin, wenn wir nicht wussten, was wir brauchten, in der Hoffnung, jemand könnte es uns sagen. Wir gingen hin, wenn wir Liebe suchten oder Sex oder Ärger oder wenn jemand verschwunden war, denn früher oder später tauchte dort jeder auf. Vor allem aber gingen wir hin, um uns finden zu lassen.“

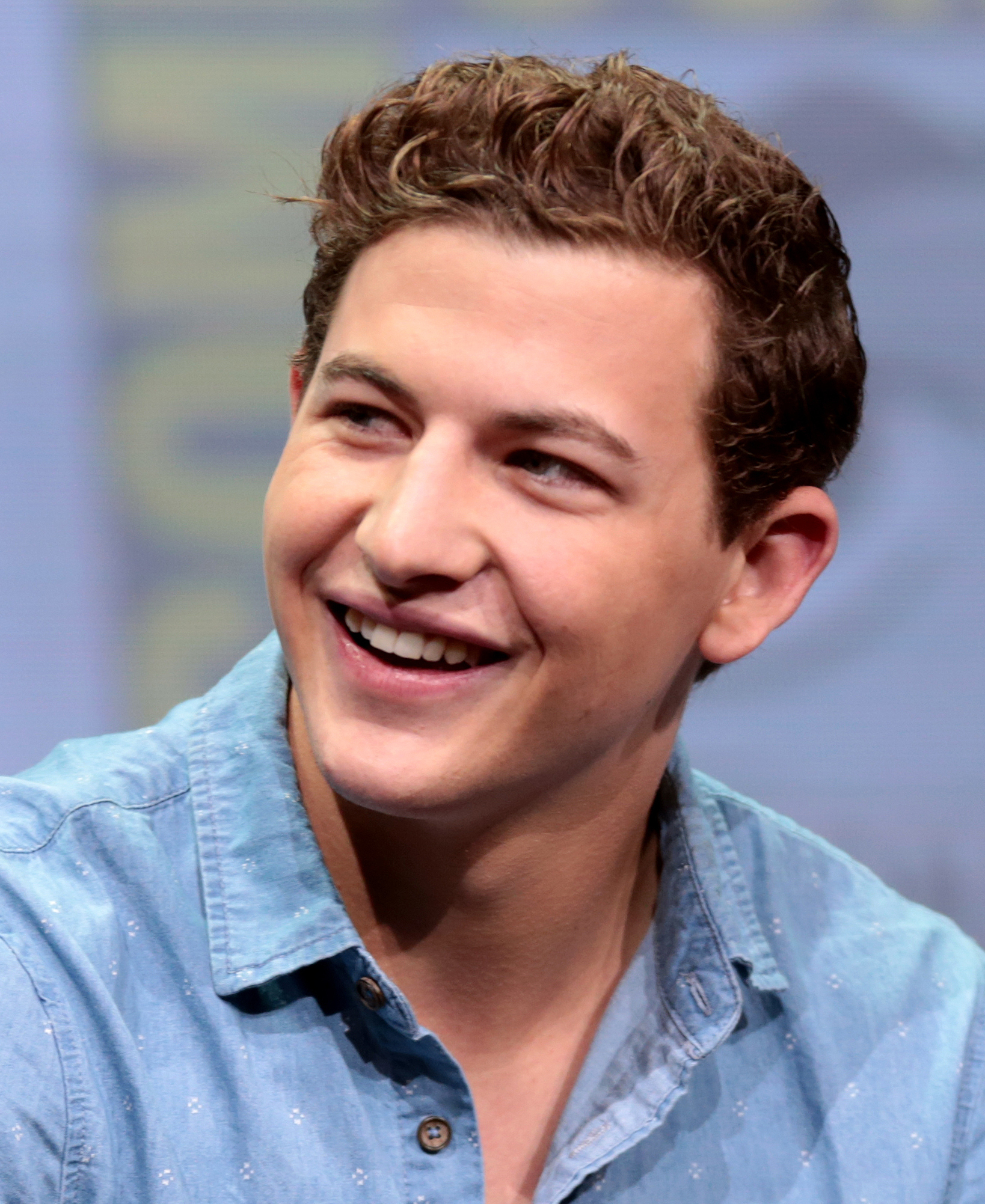
Tye Sheridan spielt im Film JR Moehringer

Der Film basiert auf dem im Jahr 2005 erschienenen Debütroman The Tender Bar des Journalisten und Schriftstellers J. R. Moehringer. Dieser führte weltweit monatelang die Bestsellerlisten an. Bei The Tender Bar handelt es sich um die Memoiren des Pulitzer-Preisträgers. Moehringer wurde 1964 in New York geboren, studierte in Yale und war Reporter bei der Los Angeles Times.

## Produktion

### Filmstab, Besetzung und Synchronisation
Regie führte George Clooney. Moehringers Roman wurde von William Monahan für den Film adaptiert.
| Darsteller        | Synchronsprecher  | Rolle                  |
| ----------------- | ----------------- | ---------------------- |
| Ben Affleck       | Peter Flechtner   | Onkel Charlie Maguire  |
| Tye Sheridan      | Sebastian Fitzner | JR Maguire             |
| Daniel Ranieri    | Ludwig Ott        | JR (jung)              |
| Max Casella       | Olaf Reichmann    | Chief                  |
| Max Martini       | Tobias Kluckert   | „The Voice“/Vater      |
| Lily Rabe         | Cathlen Gawlich   | Mutter Dorothy Maguire |
| Christopher Lloyd | Lutz Mackensy     | Grandpa Maguire        |
| Matthew Delamater | Sascha Rotermund  | Joey D                 |
| Ezra Knight       | Thomas Wenke      | Professor Van Dyke     |
| Rhenzy Feliz      | Marco Eßer        | Wesley                 |
| (Ron Livingston)  | Norman Matt       | JR (älter)             |

Tye Sheridan spielt im Film Moehringer. Der Newcomer Daniel Ranieri spielt ihn als Jungen. Lily Rabe spielt seine Mutter Dorothy Moehringer und Max Martini seinen Vater, einen rückfälligen Alkoholiker, vor dem sie beide geflohen sind. Ben Affleck ist in der Rolle seines Onkels Charlie zu sehen, dem älteren Bruder seiner Mutter. Christopher Lloyd spielt ihren gemeinsamen Vater und seinen Opa. Rhenzy Feliz und Ivan Leung spielen Wesley und Jimmy, JRs Mitbewohner in Yale, Brianna Middleton seine erste Freundin Sidney und Mark Boyett und Quincy Tyler Bernstine deren Eltern.
Die deutsche Synchronisation entstand nach der Dialogregie von Olaf Reichmann im Auftrag der Arena Synchron GmbH, Berlin.

### Dreharbeiten und Filmmusik
Gedreht wurde im Februar 2021 im historischen Viertel Belvidere in Lowell, im März 2021 auf dem Gelände der Lesley University in Cambridge, die Yale als Kulisse diente, und im April 2021 an der Commerce High School in Worcester. Weitere Aufnahmen entstanden im Bemis Park in Watertown und in Ipswich. Als Kameramann fungierte Martin Ruhe.
Die Filmmusik komponierte Dara Taylor. Der Film verwendet zudem Musik von Jackson Browne, Golden Earring und Steely Dan.

### Veröffentlichung
Die Premiere erfolgte am 10. Oktober 2021 beim London Film Festival. Am 17. Dezember 2021 kam der Film in ausgewählte US-Kinos und wurde am 7. Januar 2022 weltweit in das Programm von Prime Video aufgenommen.

## Rezeption

### Altersfreigabe
In den USA erhielt der Film von der MPAA ein R-Rating, was einer Freigabe ab 17 Jahren entspricht.

### Auszeichnungen
Golden Globe Awards 2022
- Nominierung als Bester Nebendarsteller (Ben Affleck)

Screen Actors Guild Awards 2022
- Nominierung als Bester Nebendarsteller (Ben Affleck)